# Вулиця Херсонська (Львів)
Ву́лиця Херсонська — вулиця в Сихівському районі Львова, місцевості Новий Львів. Вулиця починається від парку Залізна Вода та прямує до вулиці Панаса Мирного. Утворює перехрестя з вулицею Мишуги. 

## Назва
Від 1933 року — вулиця Шльонска, на честь Шльонську — краю у Центральній Європі, що лежить у сучасній Польщі, Чехії та Німеччині. Під час німецької окупації — вулиця Шлезієрґассе (від 1943 року), а у липні 1944 року повернено передвоєнну назву. 1946 року перейменована на вулицю Барбюса, на честь французького письменника-марксиста, журналіста Анрі Барбюса. Від 1992 року — вулиця Кибальчича, названа на честь винахідника Миколи Кибальчича.
Вулиця Кибальчича входила до переліку з 53-х вулиць Львівської МТГ, які під час процесу дерусифікації було заплановано перейменувати. В онлайн-голосуванні, яке тривало з 8 по 21 червня 2022 року на сайті Львівської міської ради, найбільше респондентів проголосувало за пропозицію перейменування вулиці Кибальчича на Херсонську — на честь українського міста Херсон. 30 червня 2022 року депутати Львівської міської ради підтримали пропозицію щодо перейменування вулиці Кибальчича на вулицю Херсонську.

## Забудова
В забудові вулиці Херсонської присутні одно- і двоповерховий польський конструктивізм 1930-х та сучасна двоповерхова приватна забудова 2000-х років.

### Будинки
№ 11 — двоповерховий будинок з підвалом, був споруджений у 1933—1934 роках за проєктом, який розробив інженер-архітектор Тадеуш Врубель для Євгенія Божемського. Будинок внесений до реєстру пам'яток архітектури місцевого значення під охоронним № 67-м. У 2021 році в межах програми «100 років модернізму у Львові» Бюро спадщини ознакувало будинок інформаційною табличкою.

Світлини вуличної забудови
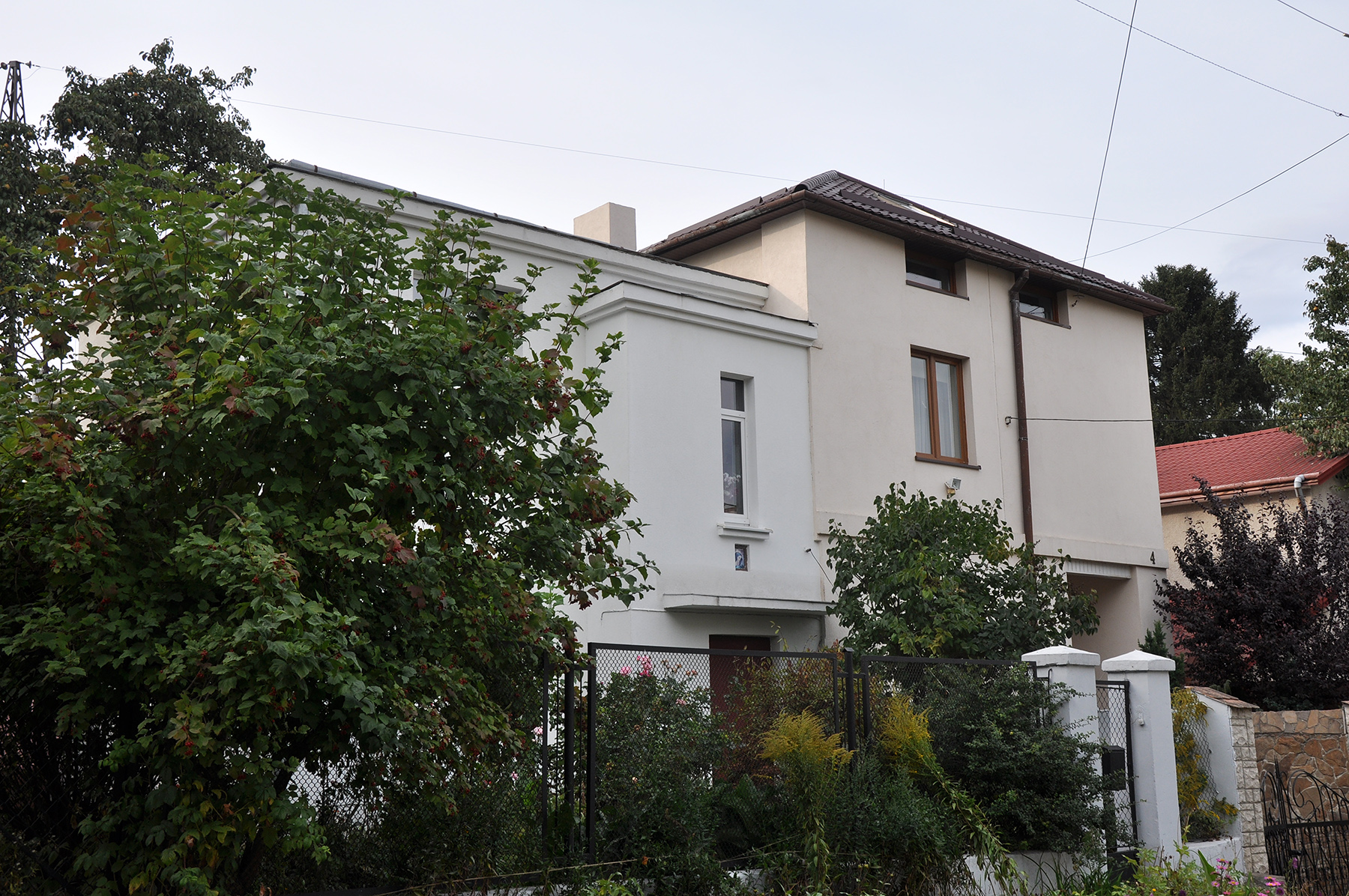
Будинок № 4
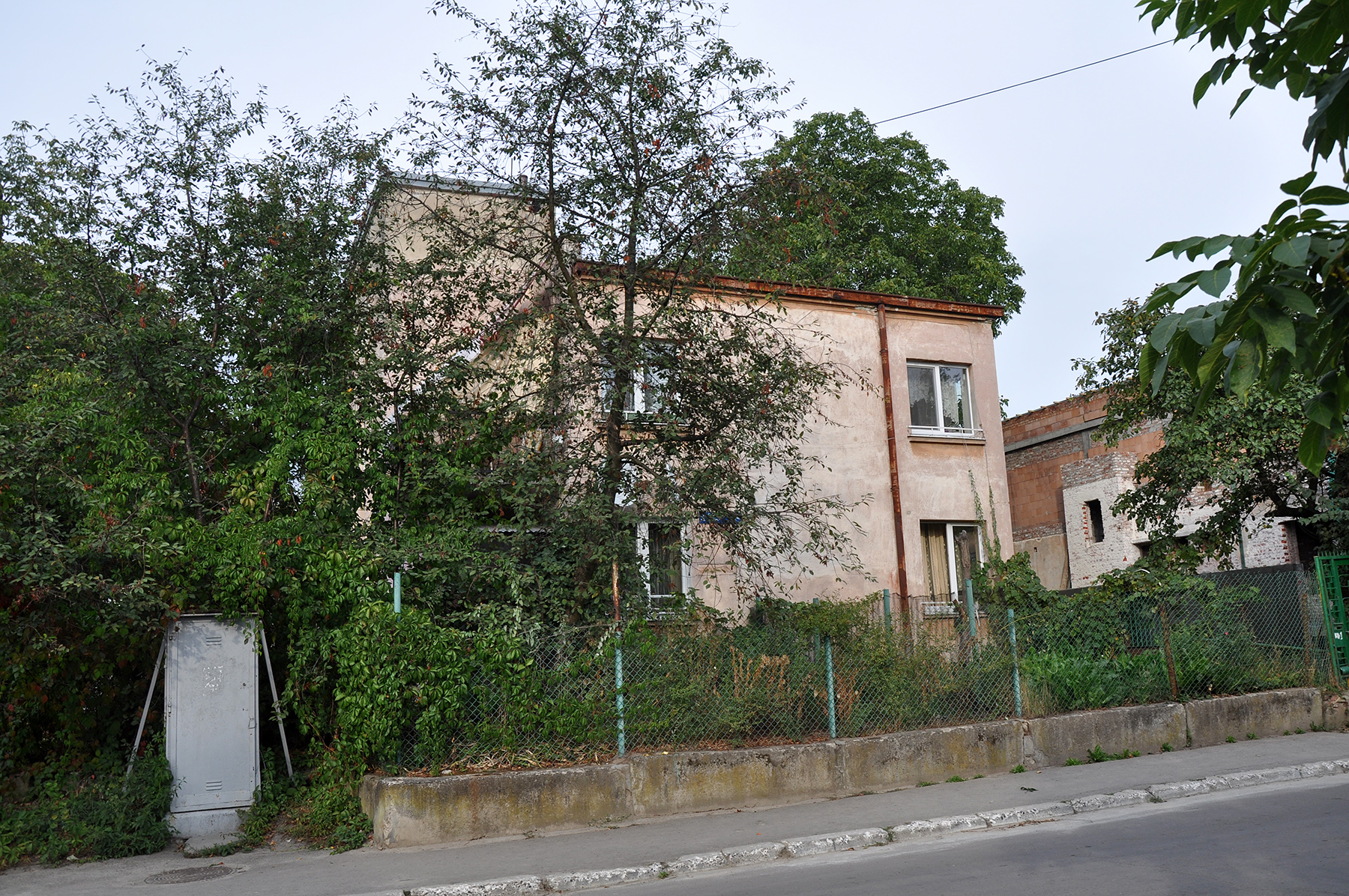
Будинок № 5
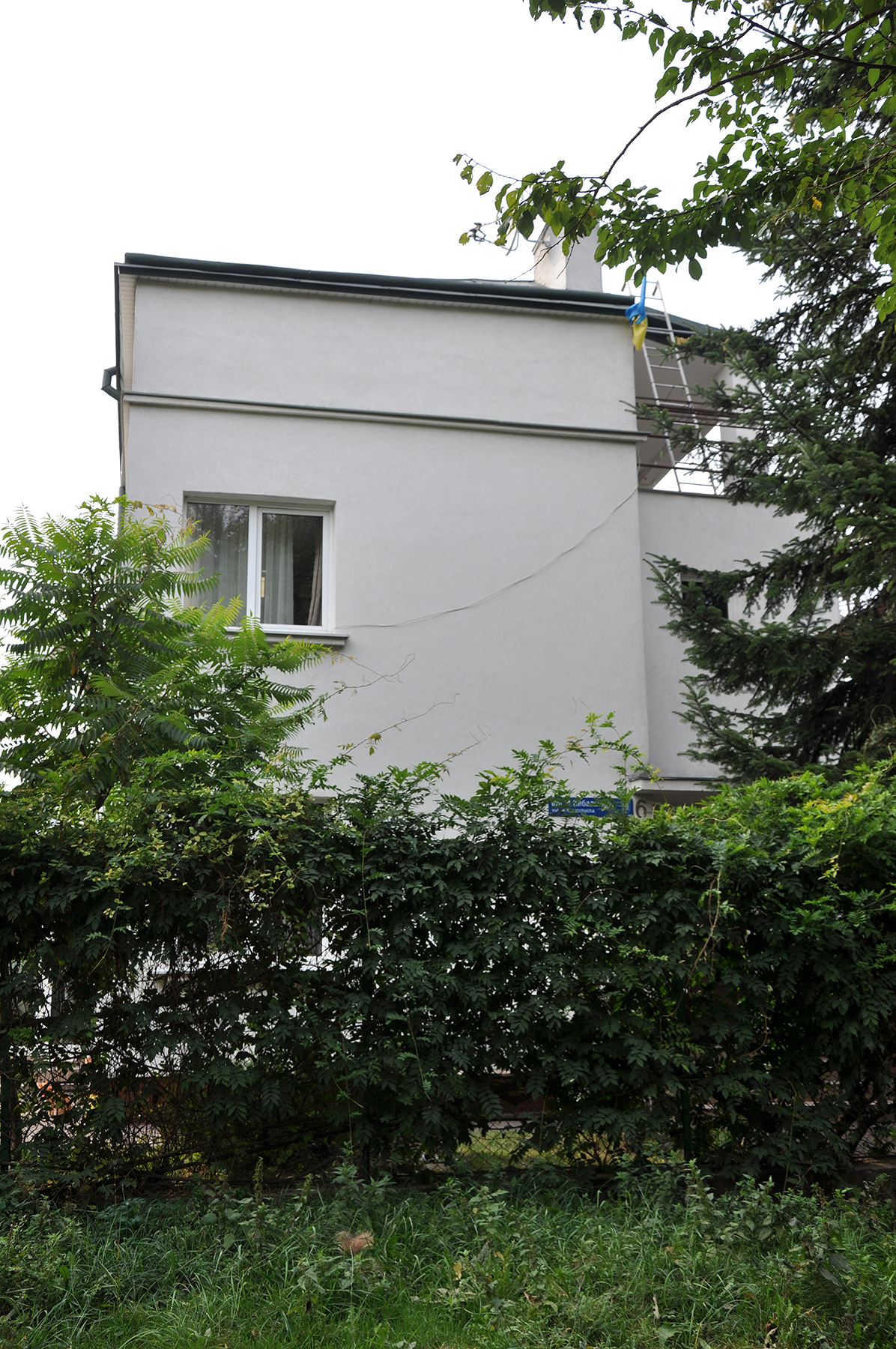
Будинок № 6
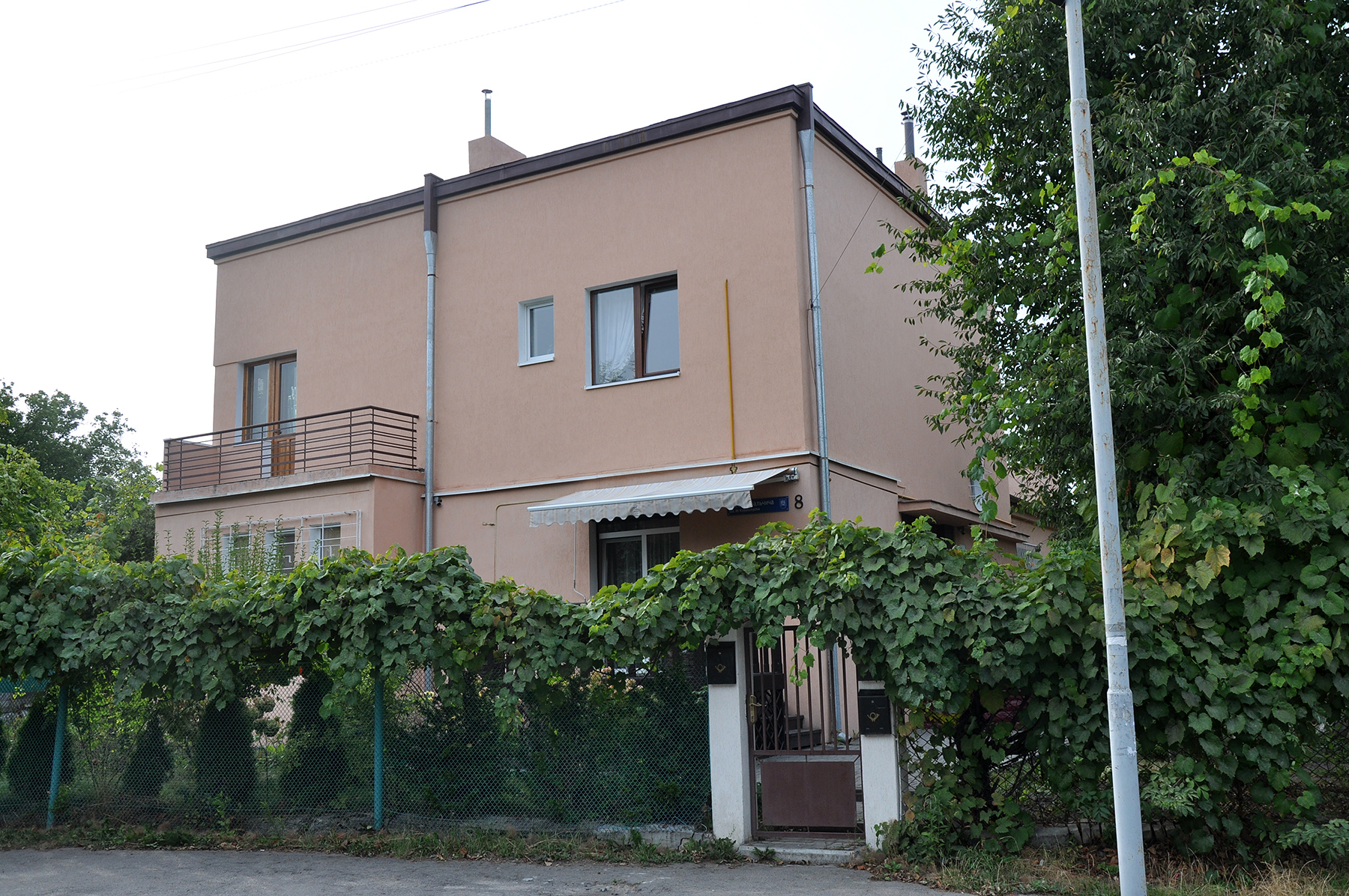
Будинок № 8
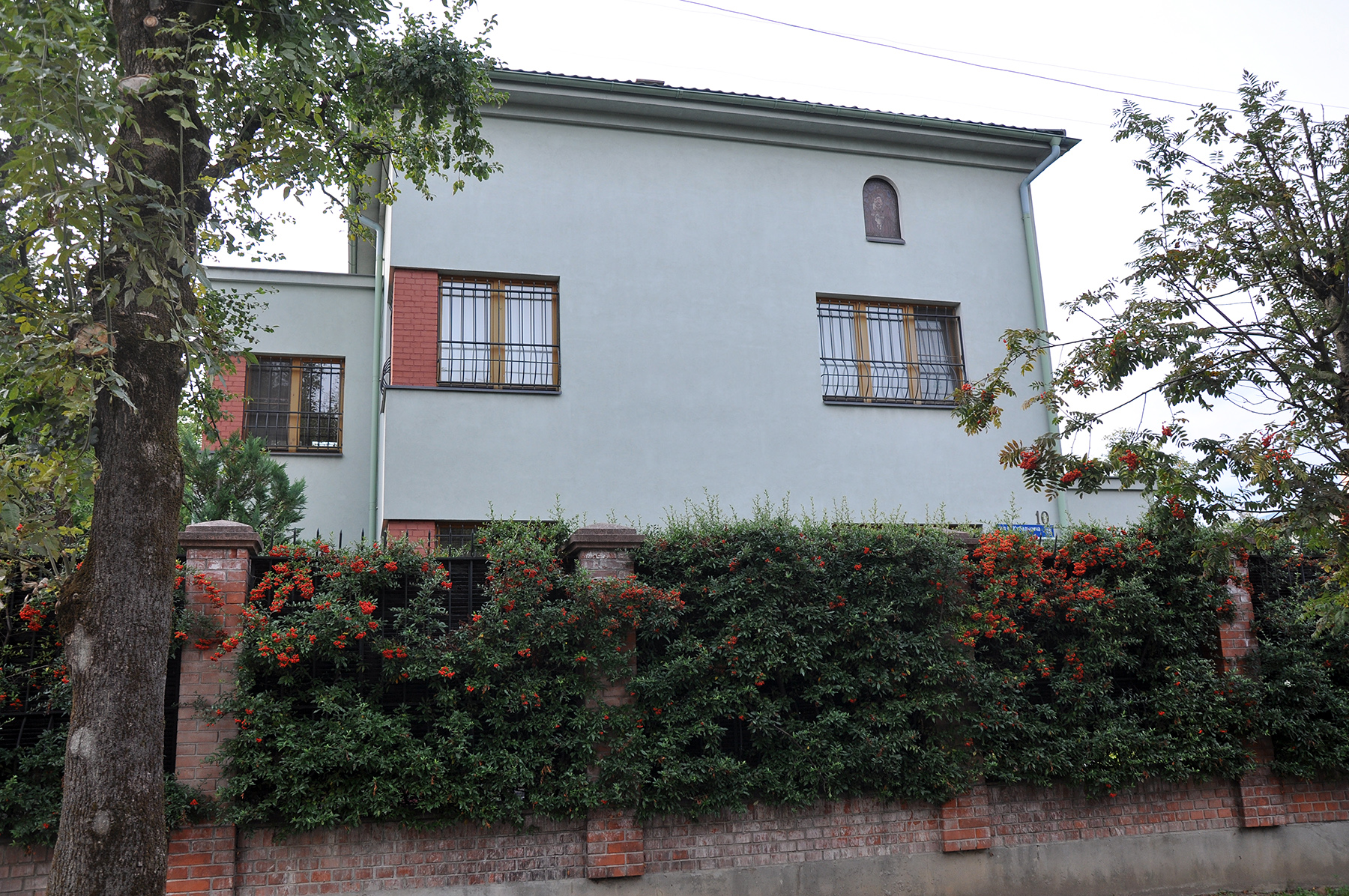
Будинок № 10
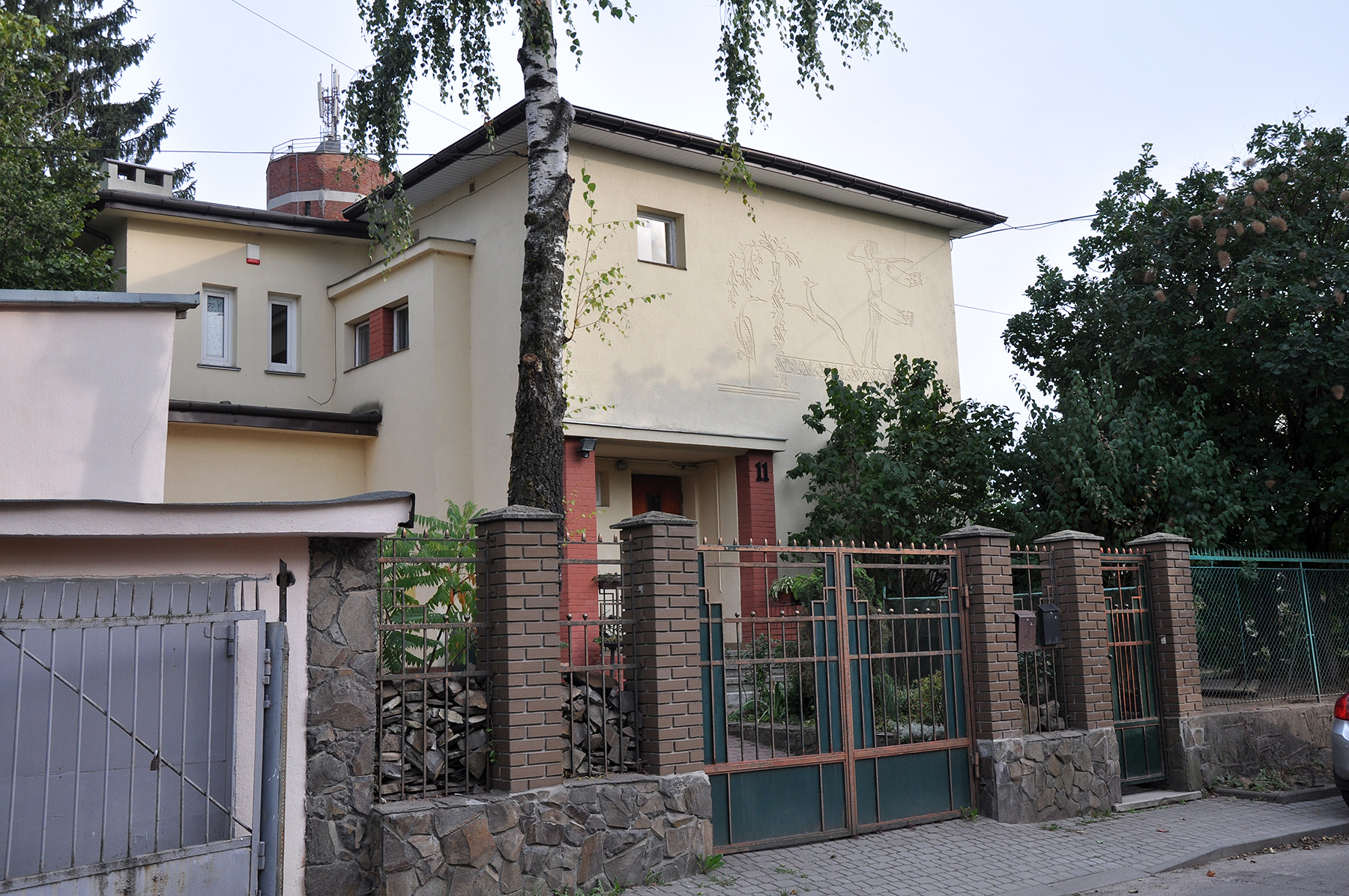
Будинок № 11
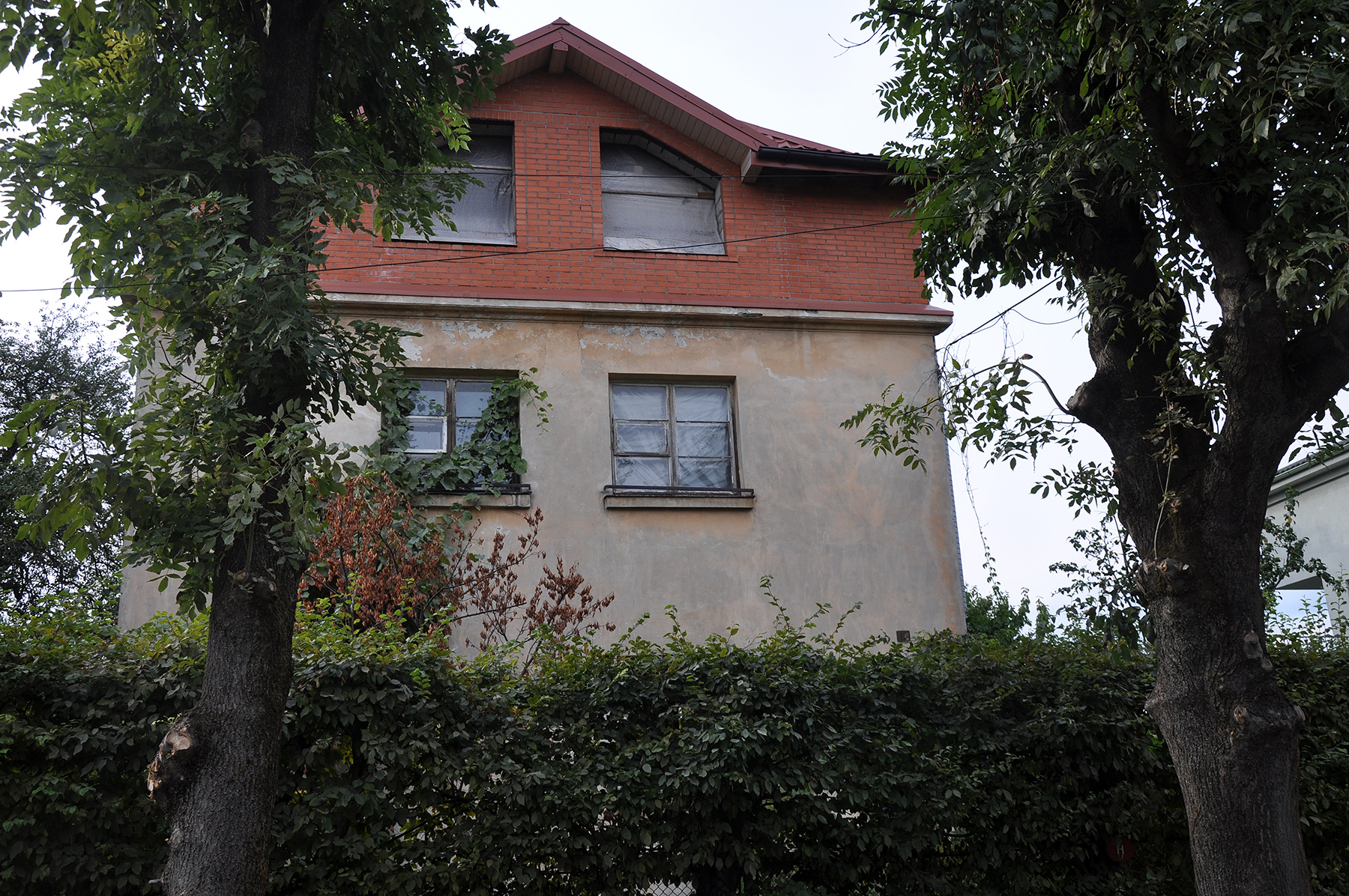
Будинок № 12
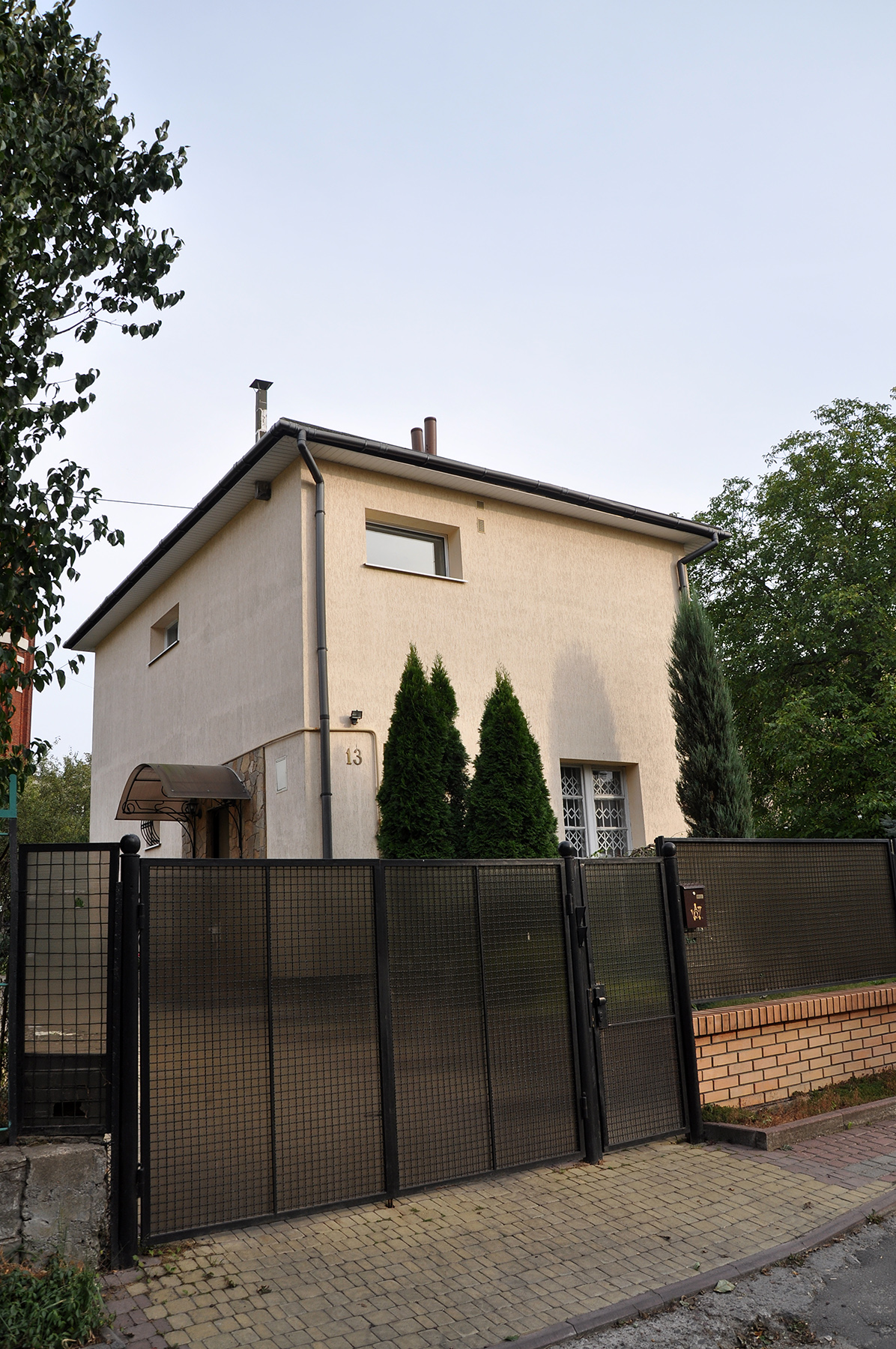
Будинок № 13
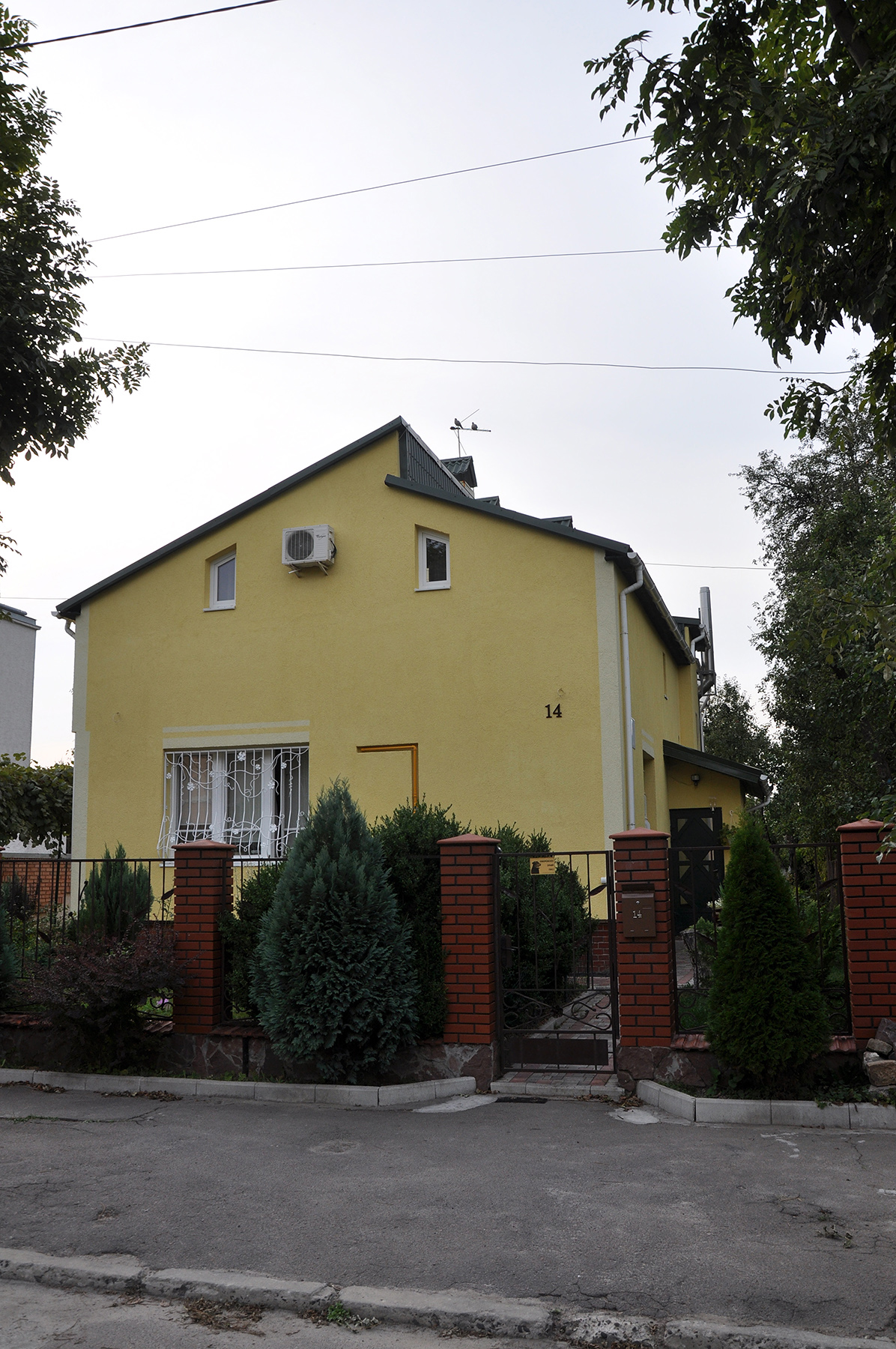
Будинок № 14
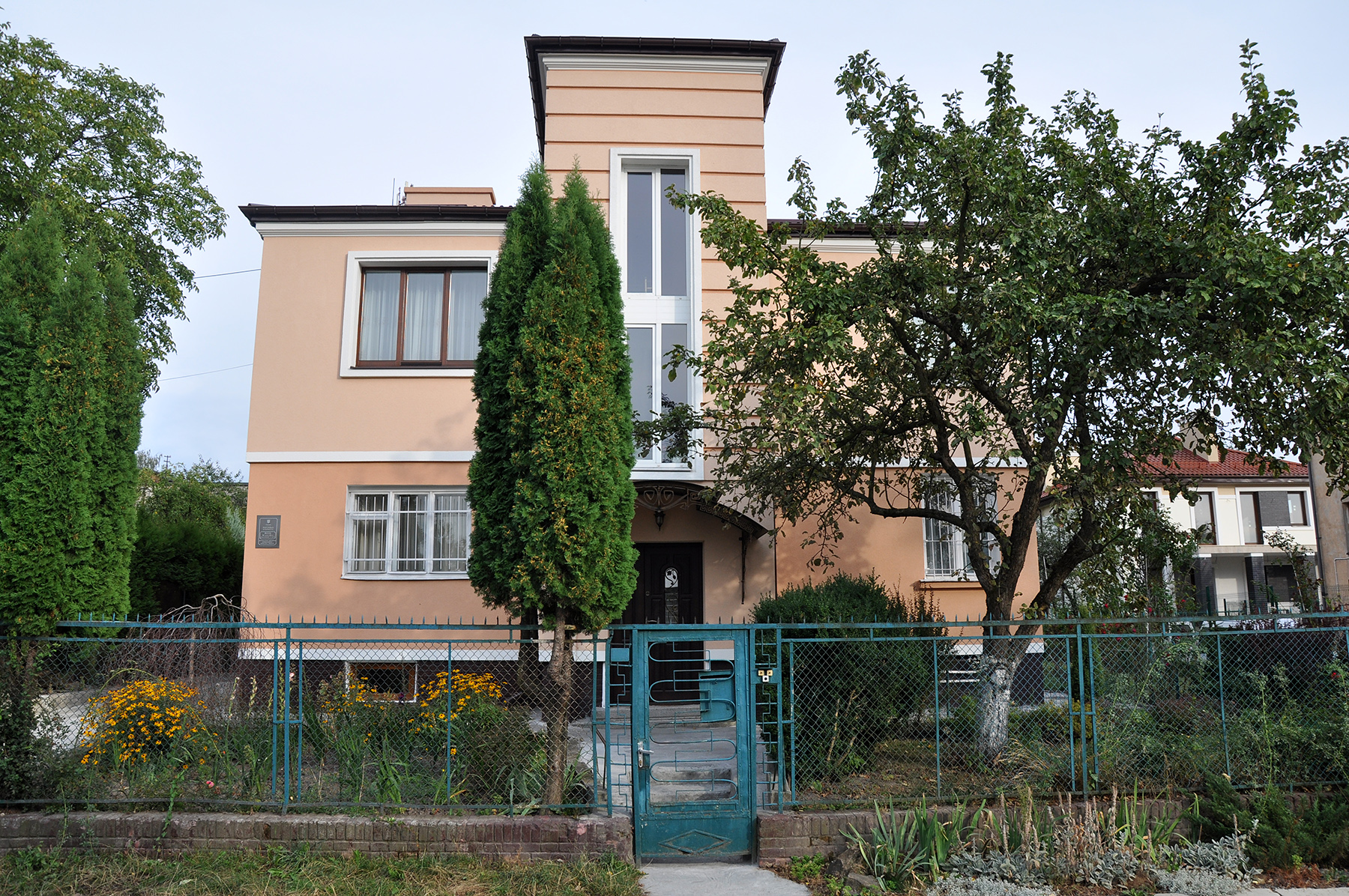
Будинок № 15
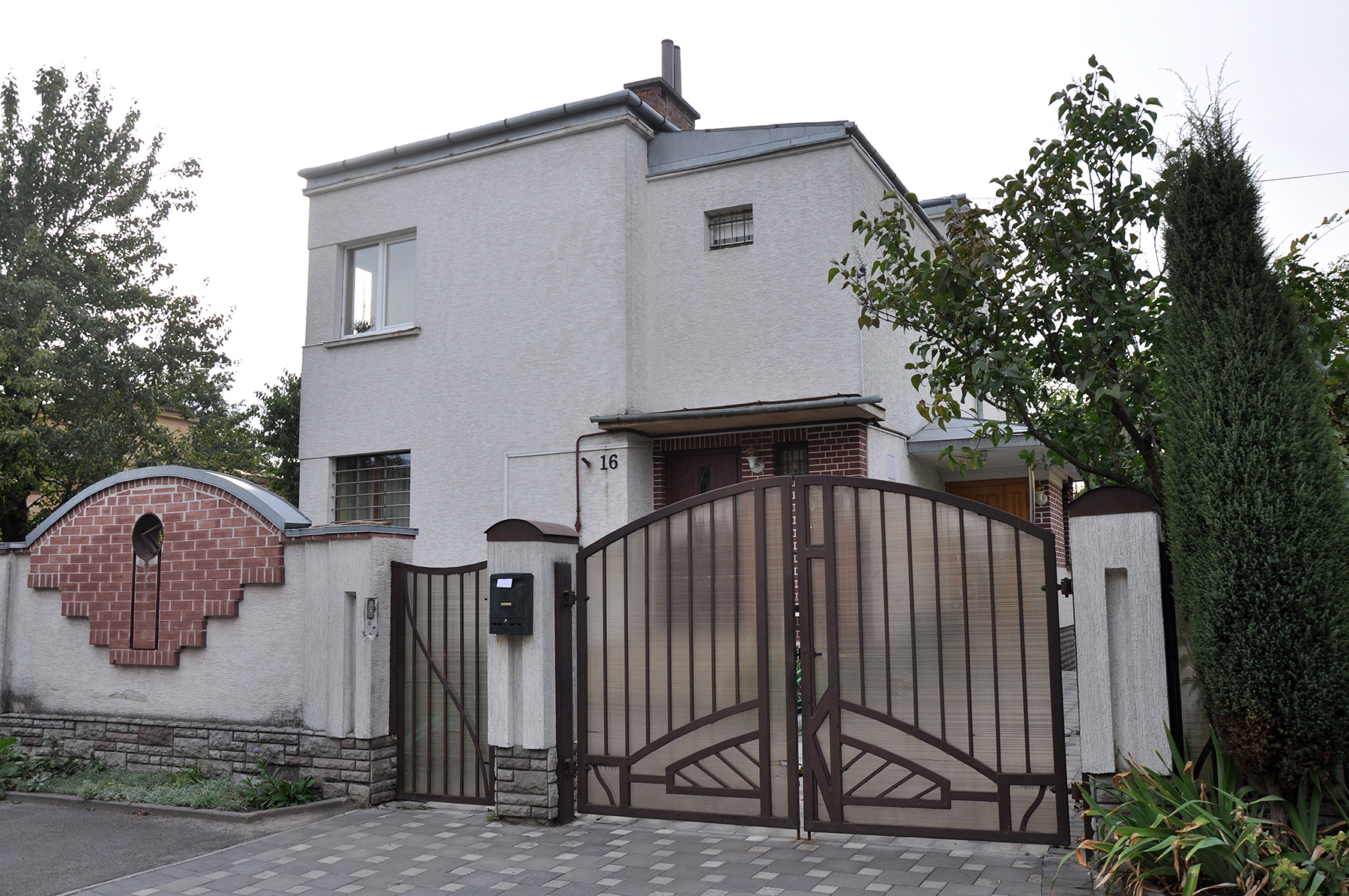
Будинок № 16
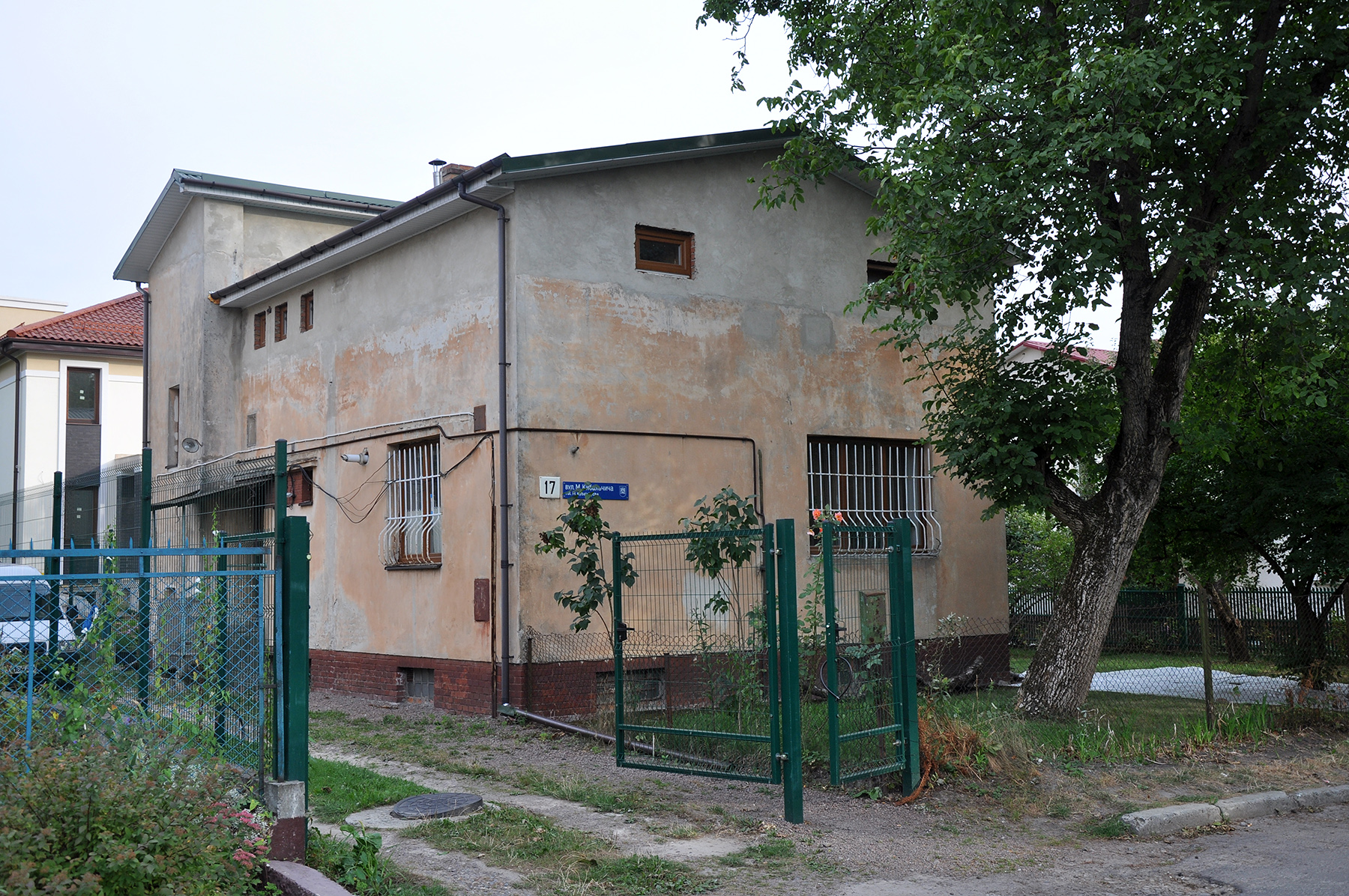
Будинок № 17
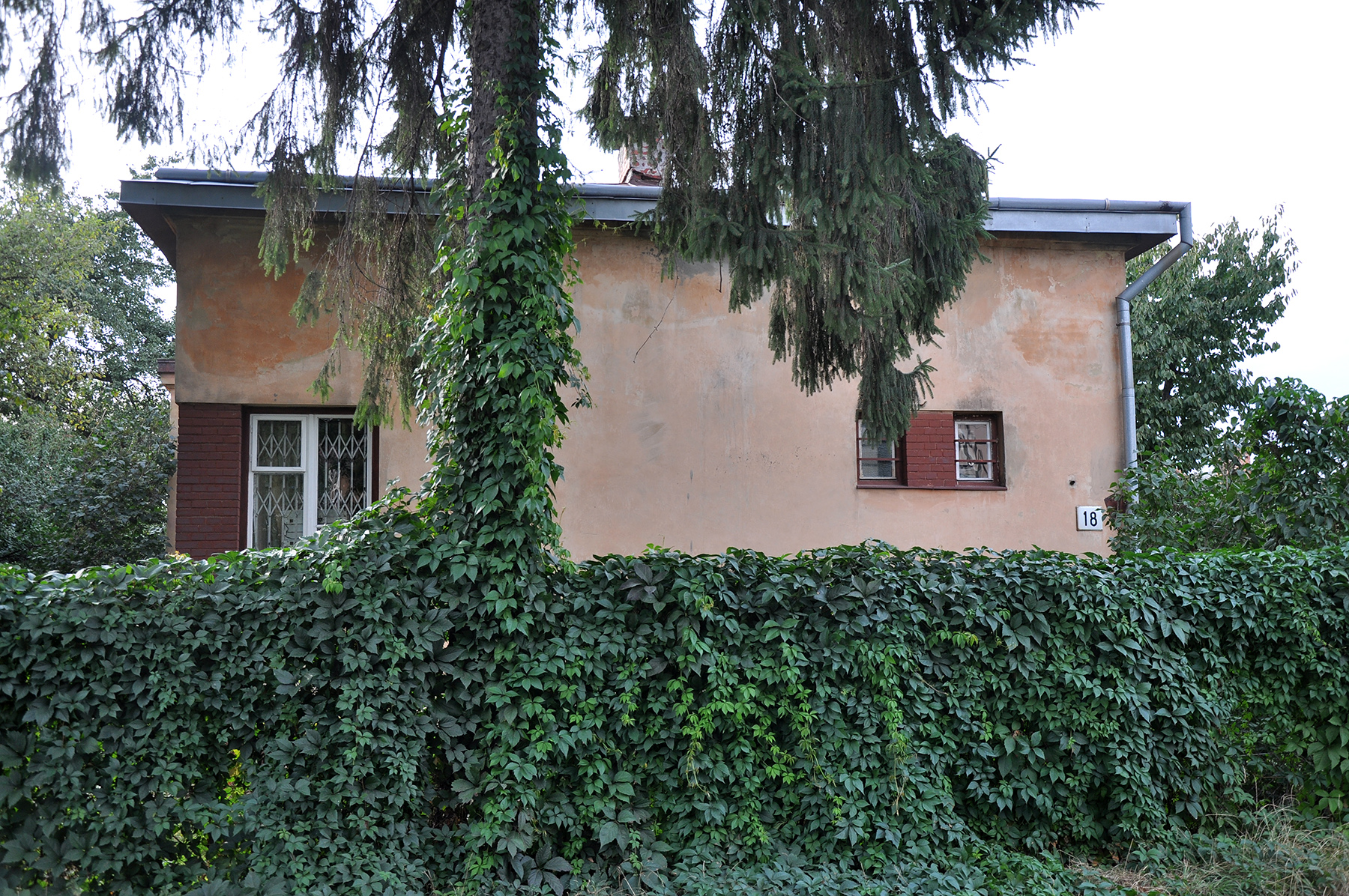
Будинок № 18
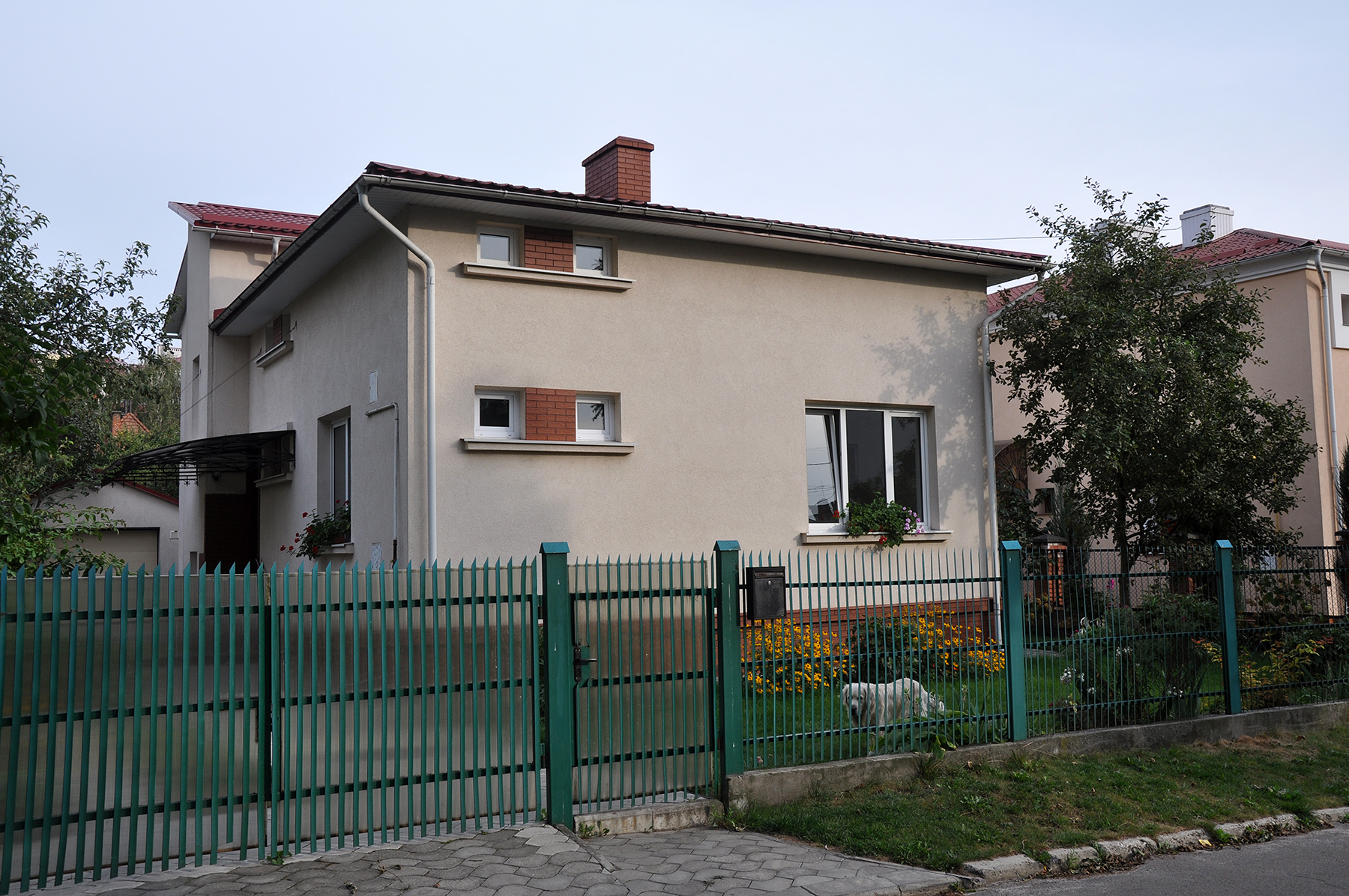
Будинок № 19
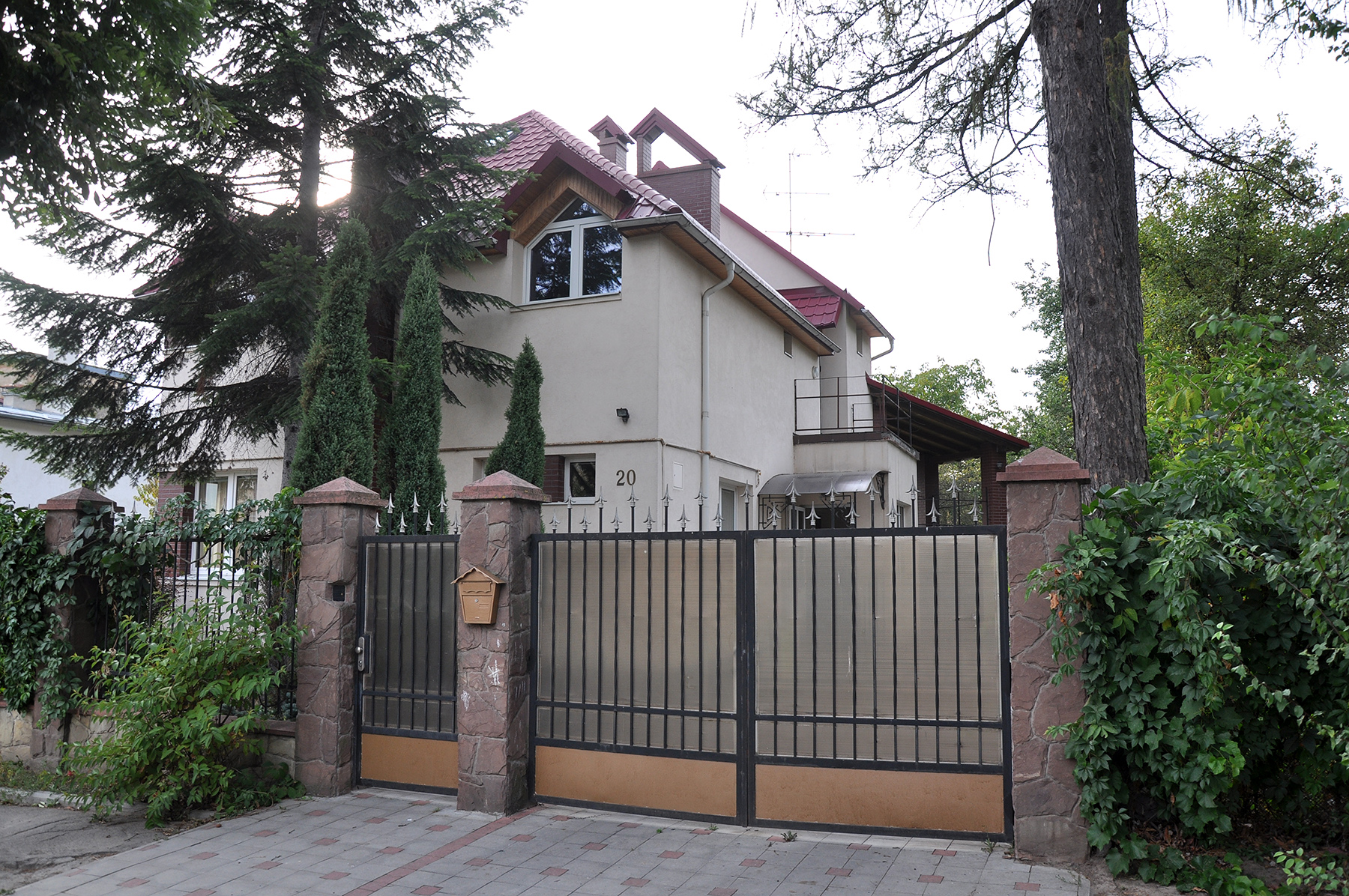
Будинок № 20
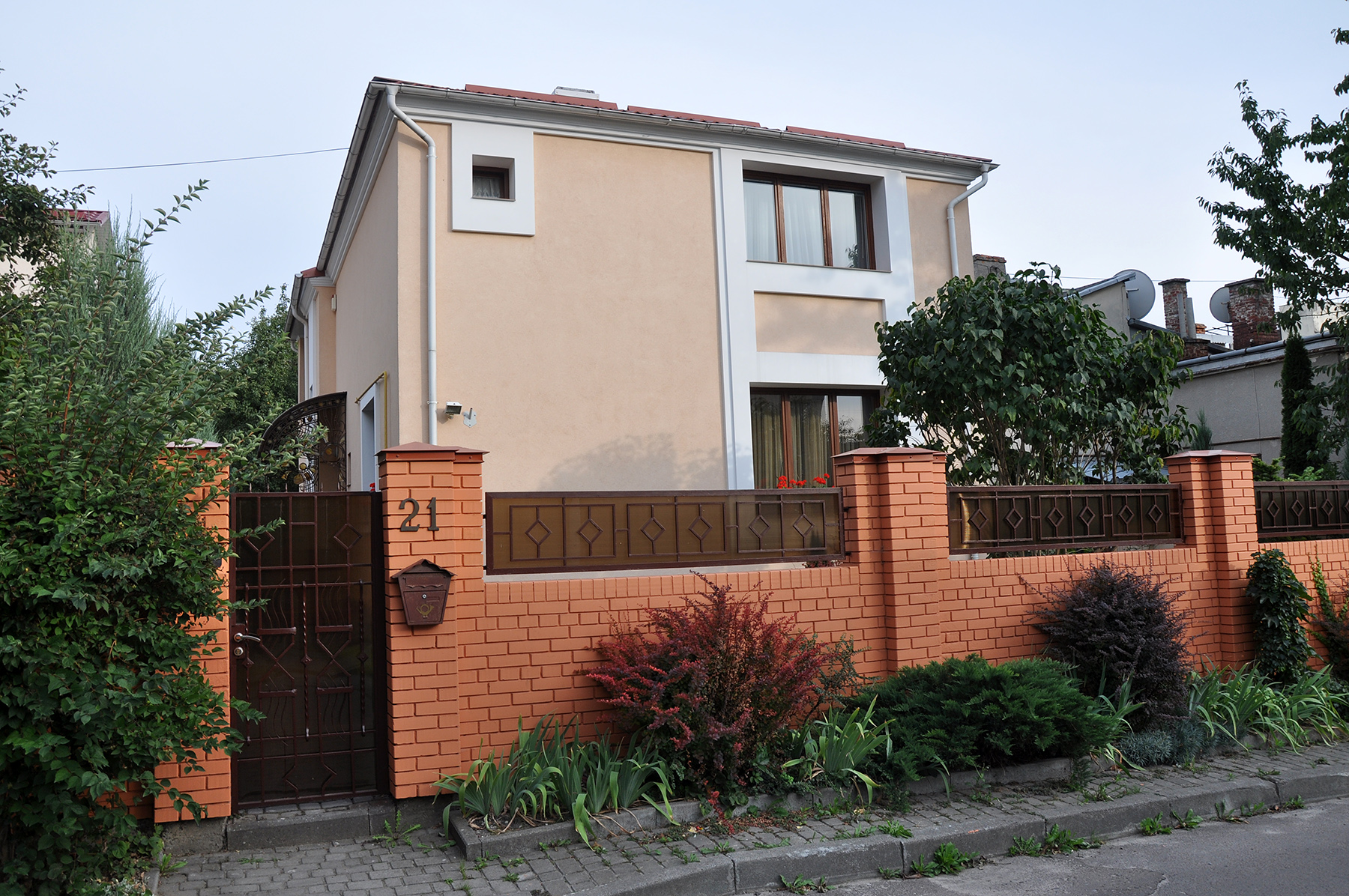
Будинок № 21
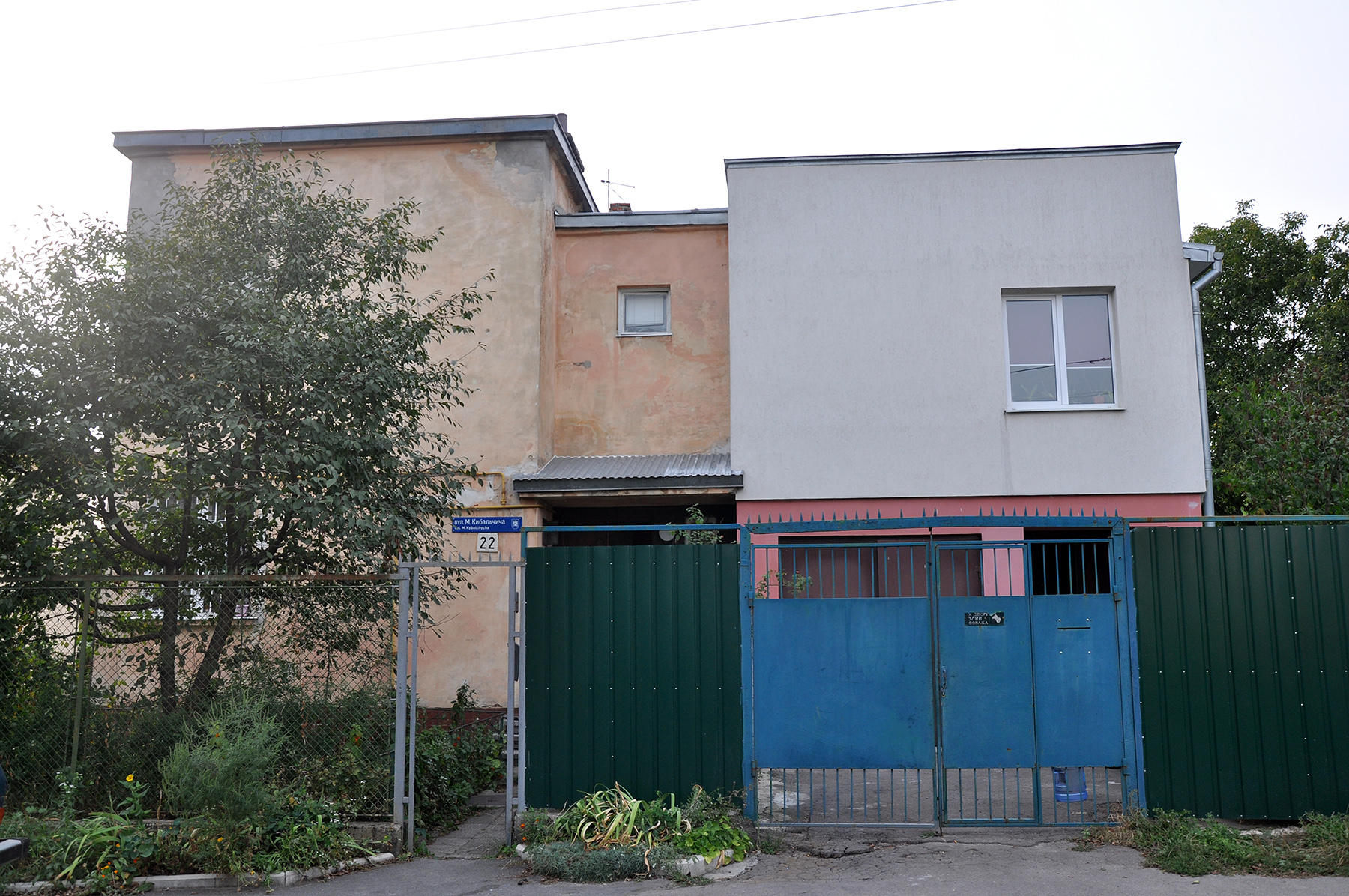
Будинок № 22
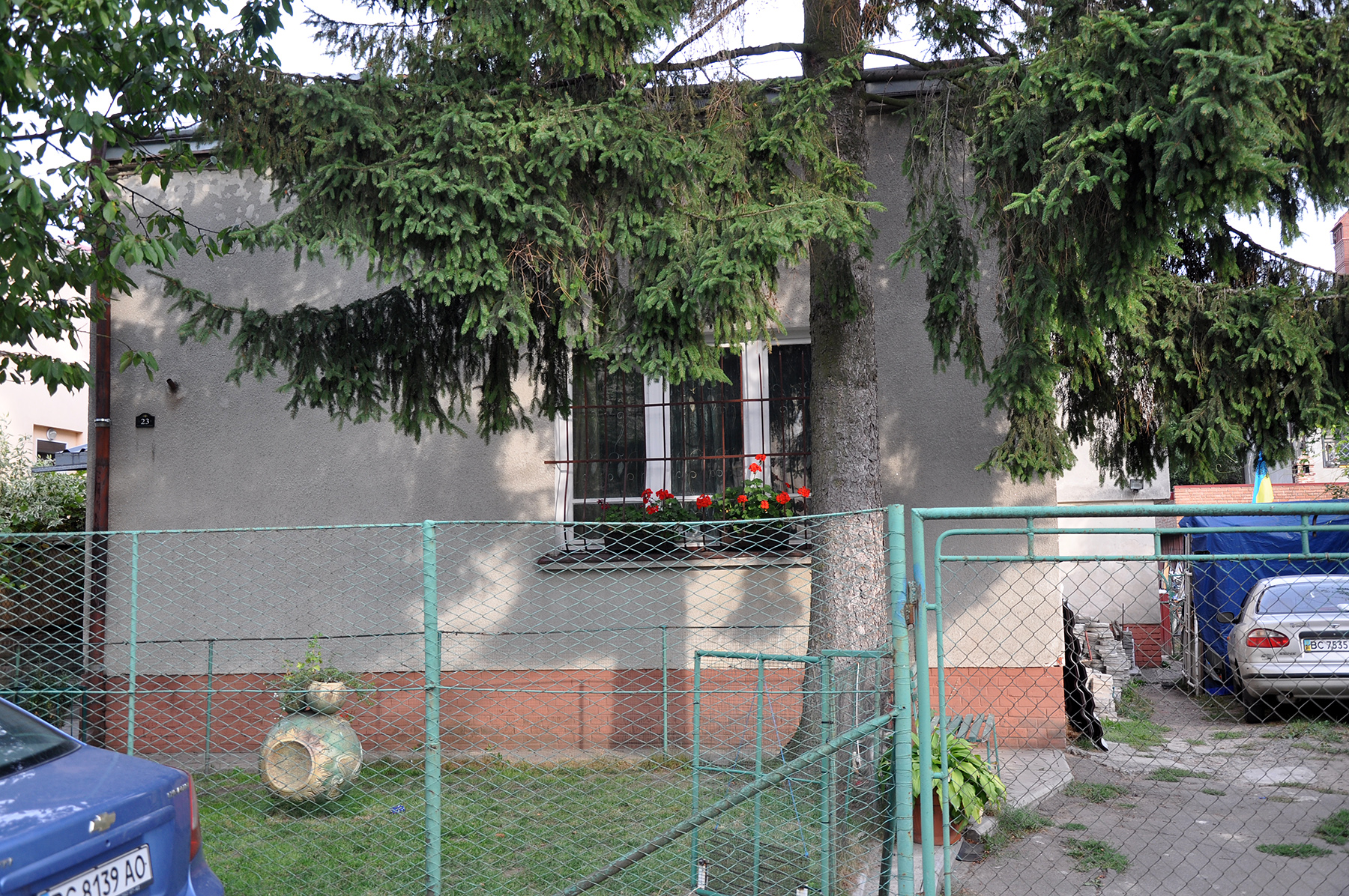
Будинок № 23
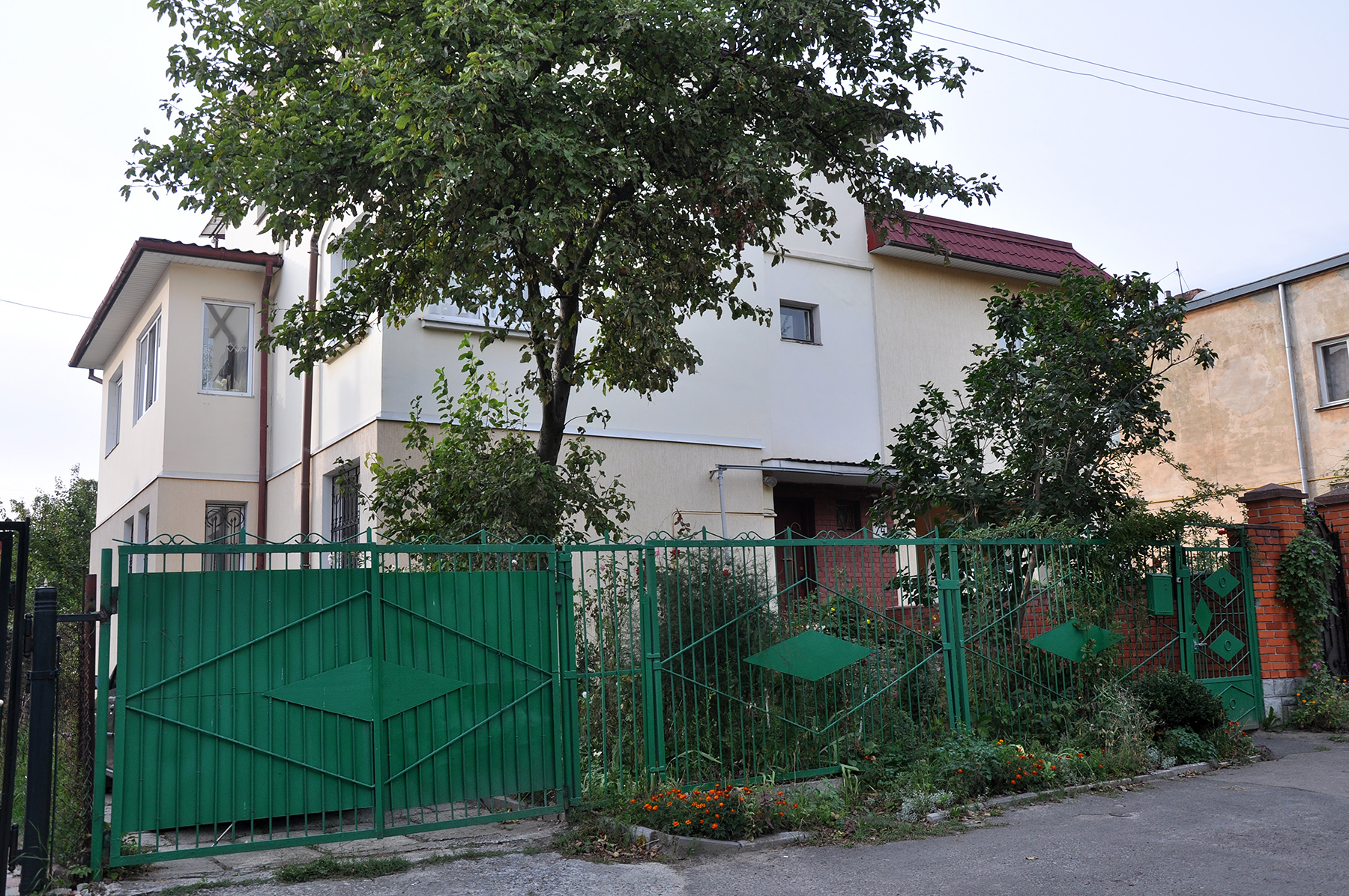
Будинок № 24
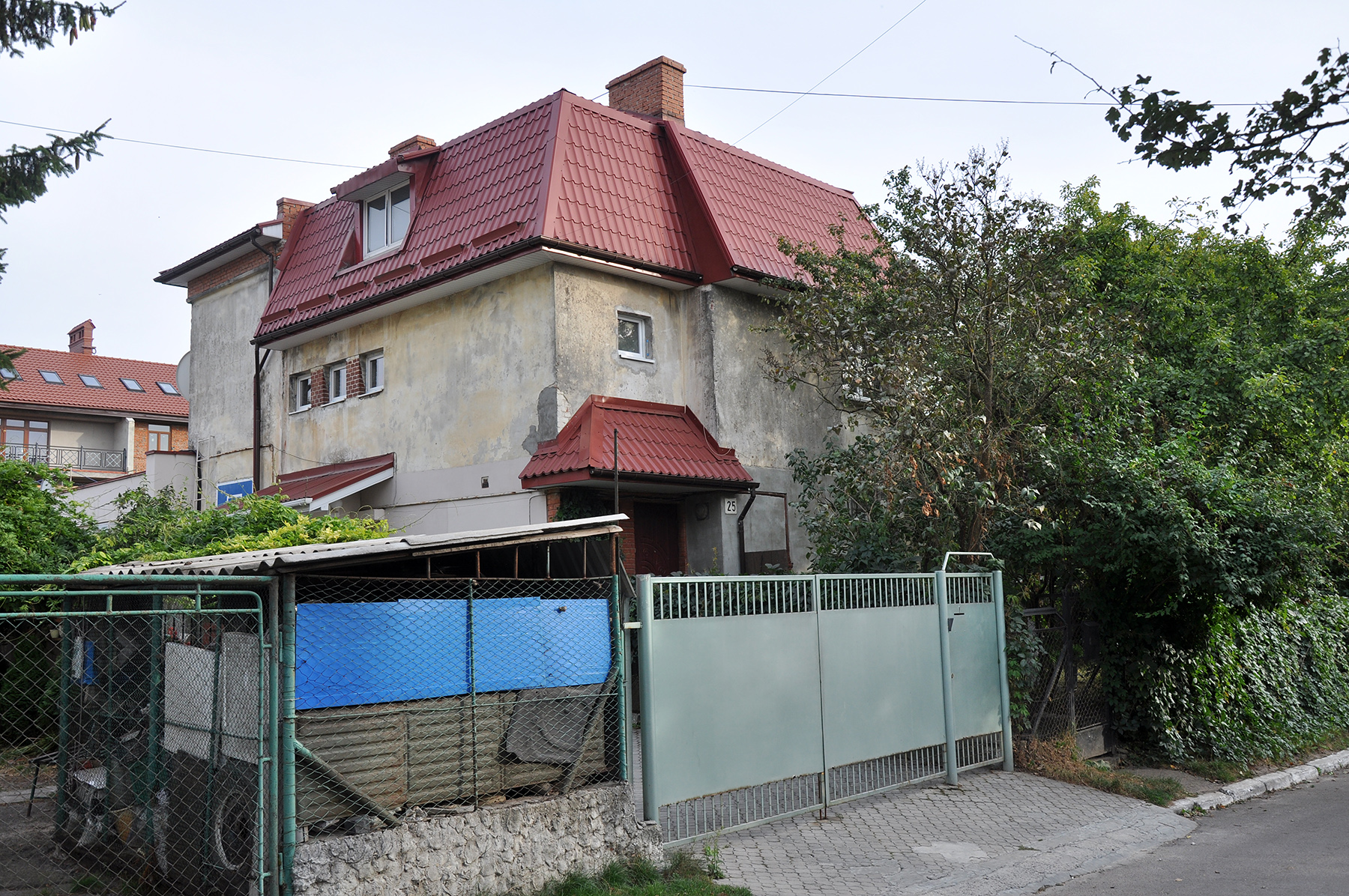
Будинок № 25
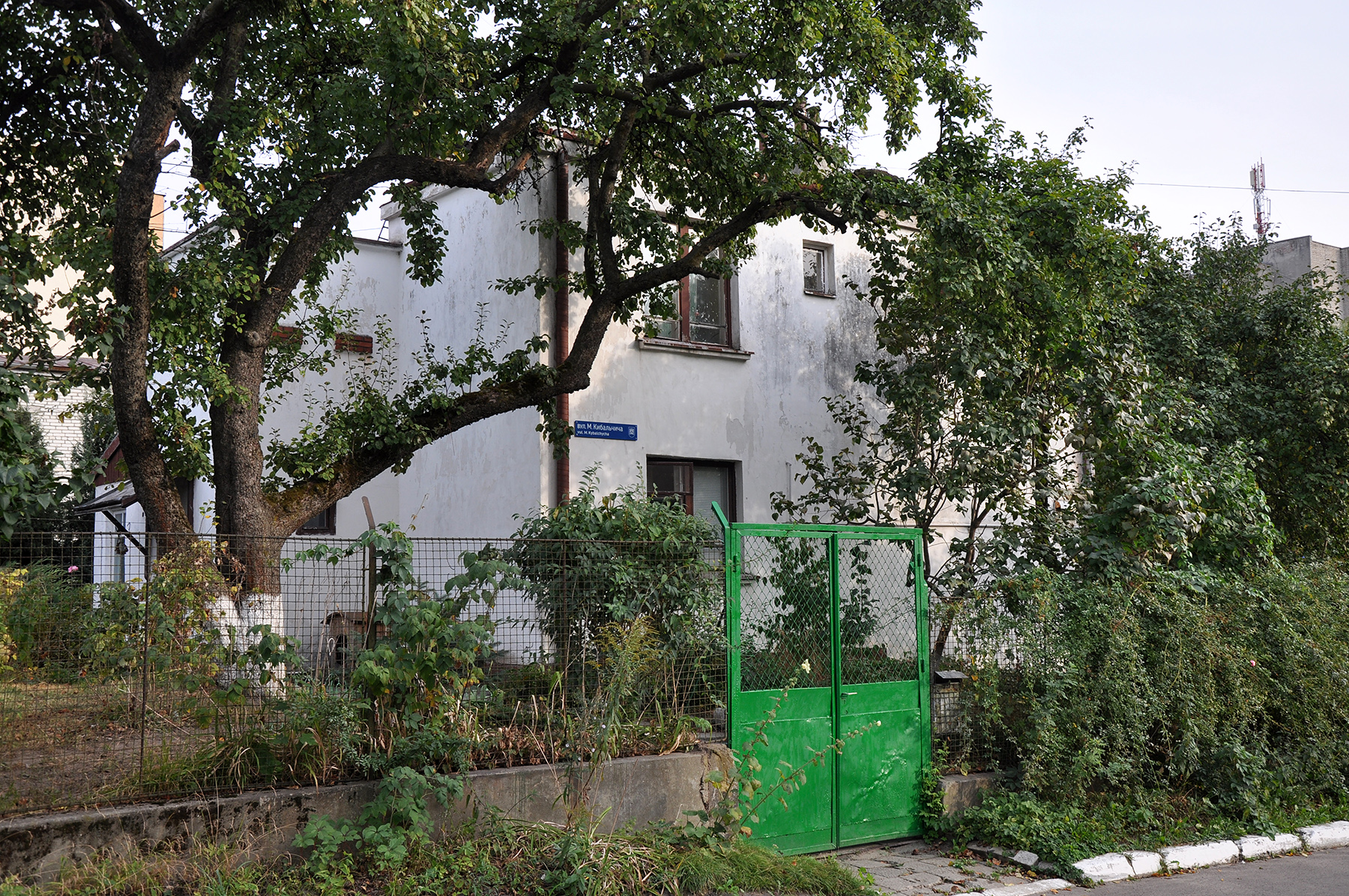
Будинок № 27